# SRO dízel motorvonat
Az SRO dízel motorvonat egy Szaúd-Arábiai dízelmotorvonat-sorozat. Összesen 8 db hatrészes készült belőle a spanyolországi CAF gyárában. Hivatalos sorozatszáma még nem ismert.

## Jellemzése
A Szaúdi Vasúti Szervezet 2008-ban a CAF-tól megrendelt nyolc darab 200 km/h sebességű dízel motorvonatot, 105 millió euró értékben. E vonatok első példánya a csehországi Velimben végezte a próbafutásait. A 2011 augusztusában megkezdett tesztfutásokat év végéig folytatták. A vonat egy motorkocsiból és 5 vontatott kocsiból áll, a vonat teljes hossza 152,2 méter. A járművek 3,05 m szélesek, és 4,57 méter magasak a sínkorona felett.
A vonat nagysága miatt nehéz volt Spanyolországból Velimbe szállítani, és mindössze az utolsó szakaszon Magdeburgból lehetett sínen Velimbe haladnia. A motorkocsit 3,6 MW teljesítményű MTU dízelmotorral látták el. Két másodosztályú és két első osztályú kocsival, büfé résszel, és tolókocsinak kialakított hellyel, a kalauz számára fülkével rendelkezik az ötödik kocsi. Érdekesség, hogy a vonaton kialakítottak egy helyet, ahol lehet imádkozni, a TV monitor mutatja Mekka felé az irányt.